# Jan-Marcus Rossa

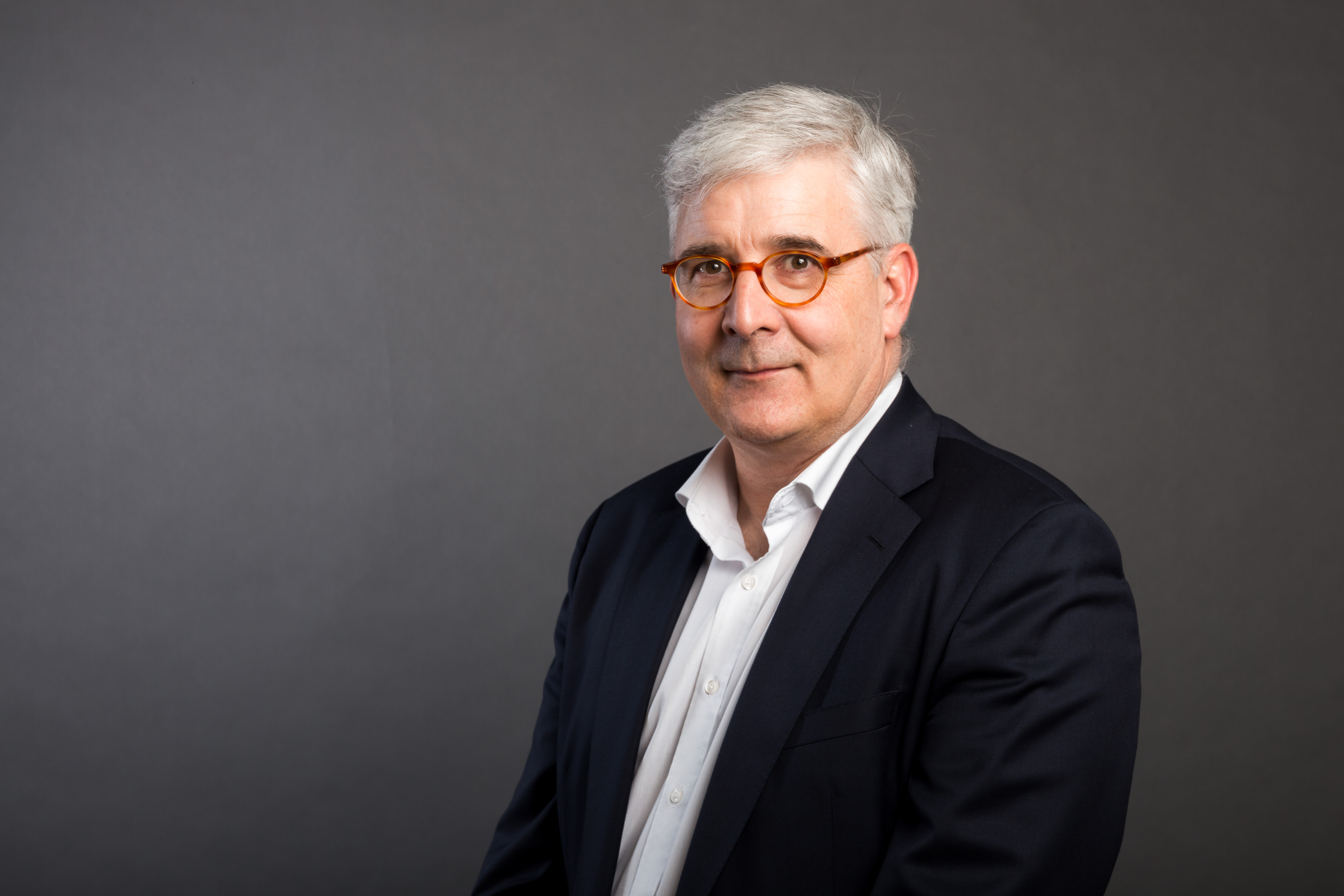
Jan-Marcus Rossa (2019)

Jan-Marcus Rossa (* 9. Februar 1964 in Lübeck) ist ein deutscher Rechtsanwalt und Politiker (FDP). Er war von Dezember 2017 bis Juni 2022 Abgeordneter im Landtag Schleswig-Holstein. Er ist Mitglied des Landesvorstands der FDP Schleswig-Holstein.

## Leben
Rossa absolvierte ein rechtswissenschaftliches Studium an der Universität Hamburg und schloss seine juristische Ausbildung mit dem Zweiten Staatsexamen 1995 ab. Er war zu Beginn der 90er Jahre Wissenschaftlicher Mitarbeiter am Institut für Seerecht und Seehandelsrecht in Hamburg am Lehrstuhl des Transportrechtlers Rolf Herber.  Anschließend wurde er als Rechtsanwalt tätig, zunächst in Dresden und Berlin, bevor er beruflich 2003 nach Hamburg zurückkehrte. Seit 2003 ist er Partner der ältesten wirtschaftsberatenden Sozietät Deutschlands, Esche Schümann Commichau. Er ist Co-Autor in den im Beck-Verlag erschienenen Handbüchern Salamon – Entgeltgestaltung, Recht und Praxis maßgeschneiderter Vergütungsstrukturen und Oberthür/Seitz – Betriebsvereinbarungen.
Rossa ist verheiratet und evangelischer Konfession. Er ist Vater von vier Kindern.

## Politik
Rossa gehört dem Kreisvorstand der FDP Herzogtum Lauenburg als dessen Vorsitzender an. Bei der Landtagswahl 2017 kandidierte er auf der Landesliste der FDP und als Direktkandidat im Landtagswahlkreis Lauenburg-Süd, wo er 8,1 % der Erststimmen und 11,8 % der Zweitstimmen errang. Nachdem er zunächst den Einzug in den Landtag verpasst hatte, rückte er am 15. Dezember 2017 für Heiner Garg, der sich auf sein Ministeramt konzentrieren wollte, in den Landtag nach. Er war innen- und rechtspolitischer Sprecher der FDP-Fraktion und zudem zuständig für Medien- und Religionspolitik. Er war darüber hinaus Obmann für die FDP im ersten Parlamentarischen Untersuchungsausschuss zur sog. „Rocker-Affäre“ in der 19. Wahlperiode. Bei der Landtagswahl 2022 trat er nicht erneut an.